# Scotopteryx impleta
Scotopteryx impleta là một loài bướm đêm trong họ Geometridae.